# سو 5 (فلم)
سو 5 هو الجزء الخامس من سلسلة أفلام الرعب سو ،صدر في 24 أكتوبر 2008، على عكس الأجزاء الثلاثة السابقة فقد تم إخراج سو 5 بواسطة ديفيد هاكل بدلا من دارن لين بوسمان الذي قام بإخراج سو 4، سو 3 وسو 2، بعد الجزء الثالث والرابع ووفاة المنشار، تستكمل السلسلة وتبدأ القصة من جديد.

## ملخص الفيلم
تدور أحداث الجزء الخامس من سلسلة أفلام الرعب الشهيرة بعد وفاة القاتل (جيجسو) وتلميذته المخلصة (أماندا)، ولكن على الرغم من وفاتهما لا تزال الجرائم والألعاب القاتلة مستمرة.
حيث يجد خمسة أشخاص غرباء أنفسهم محبوسين داخل لعبة قاتلة، لن ينج منها سوى الأقدر على التوافق، ويظهر شريط فيديو كالمعتاد تتحدث فيه الدمية، التي طالما استخدمها القاتل (جيجسو)، ولكن لتخبرهم هذه المرة بتعليمات مختلفة، فعلى من أراد أن ينج بحياته أن يتجاهل ما توجهه إليه غرائزه، وأن يتجاهل ما تقوله الرسالة في وقت واحد. فما معني هذه التعليمات المتناقضة والمربكة؟ وكيف يمكن لأحد المحتجزين الخمسة أن يتبعها لينجو من المأزق الصعب؟
في الوقت نفسه الذي يقبض فيه المحقق (هوفمان) على (ستروم)، ويقوم باستجوابه ليثبت أنه تلميذ من تلاميذ (جيجسو)، ويخضعه لمجموعة متتالية من الاختبارات النفسية والعقلية، دون أن يعرف أن (ستروم) يقوم في نفسه الوقت نفسه باختباره، ولكنه اختبار يعني الفشل فيه أن يدفع المحقق حياته ثمنًا.

## وصلات خارجية
- سو 5 على موقع IMDb (الإنجليزية)
- سو 5 على موقع ميتاكريتيك (الإنجليزية)
- سو 5 على موقع روتن توميتوز (الإنجليزية)
- سو 5 على موقع نتفليكس (الإنجليزية)
- سو 5 على موقع قاعدة بيانات الأفلام العربية
- سو 5 على موقع ألو سيني (الفرنسية)
- سو 5 على موقع Turner Classic Movies (الإنجليزية)
- سو 5 على موقع أول موفي (الإنجليزية)
- سو 5 على موقع بوكس أوفيس موجو (الإنجليزية)
- سو 5 على موقع فيلمافينيتي (الإسبانية)
- الموقع الرسمي للفيلم نسخة محفوظة 13 يونيو 2013 على موقع واي باك مشين.
- http://www.boxofficemojo.com/movies/?id=saw5.htm